# Bare Island
Bare Island è una piccola isola situata nella Botany Bay a sud-est di Sydney, nel Nuovo Galles del Sud, in Australia. Appartiene alla Local Government Area della Città di Randwick.
L'isola, che è situata a sud del sobborgo di La Perouse ed è collegata alla terraferma da un ponte, è quasi interamente occupata da una fortezza costruita tra il 1881 e il 1889.

## Storia
Bare Island faceva parte della terra tradizionale delle tribù aborigene Gweagal e Kameygal.
Nel 1770, fu descritta come "una piccola isola nuda" (a small bare island) dal primo esploratore, il capitano James Cook.

## Curiosità
Sono state girare sull'isola alcune scene del film Mission: Impossible 2 (2000), e si chiama Bare Island una delle musiche del film composte da Hans Zimmer.